# Stazione di Voorburg
Voorburg, è una stazione ferroviaria nella località di Voorburg, Paesi Bassi. È una stazione di superficie passante a due binari sulla Ferrovia Gouda-L'Aia.